# Североизточна провинция (Кения)
Североизточната провинция е една от осемте провиници на Кения. Граничи със Сомалия на изток и с Етиопия на север. Има и 6-километров излаз на Индийския океан. Столицата ѝ е град Гариса. Населението, според преброяването през 1999, е приблизително 960 000 души. Площта е 129 902 км². Разделена е на 10 района.
Позната в миналото като Северна погранична област (СПО), североизточнта провицния покрива по-голямата част от североизточна Кения. Столица на тази област е бил град Исиоло. Провинцията е населена предимно от сомалийци, както е било и в миналото. В миналото е имало и голям брой бежански лагери, в които живеели бежанци, идващи от Сомалия.

## География
Североизточната провинция е трета по големина в Кения и има 13 избирателни района, представени в кенийското народно събрание.
В нея се среща рядката по вид антилопа Хирола, включена в списъка на застрашените видове. Пастирските народи, обитаващи СПО притежават добитък, с общ брой 2-3 млн.
Климатът в североизточната провинция е полусух и горещ. Валежи падат рядко, обикновено през април и октомври. В комбинация с високите температури и силното изпарение, това прави провинцията подходяща за живот за номадските пастири, много важна за които е арабската камила, която е адаптирана да оцелява в горещи и сухи ареали.
В провинцията няма реки със съществено значение. Единствените реки са няколко притока на реката Джуба близо до границата със Сомалия, но много рядко има вода в тях. Следователно, почти няма възможност за качествено напояване и пастирите разчитат изключително на кладенците за да напоят добитъка си и за домашни потреби.
60-70% от целия добитък в Кения е от североизточната провинция и понякога се изнася в Близкият изток, също и на други места в Азия.
Провинцията също е с богата дива природа, въпреки че данните сочат увеличаване на бракониерството отсносно застрашените газели и антилопи хирола, както и жирафите.
Най-голямото летище на територията на провинцията е летището Уаджир, употребявано в миналото като военно летище.